# U.S. Route 160
La U.S. Route 160 (US 160) est une US Route de 1 465 miles (2 358 km) auxiliaire de la US 60 se trouvant dans l'ouest et le Midwest américain. Le terminus ouest de la route est à la jonction avec la US 89 près de Tuba City, Arizona. Le terminus est de la route est à la jonction avec la US 67 / Route 158 près de Poplar Bluff, Missouri.

## Description du tracé
|       | mi     | km     |
| ----- | ------ | ------ |
| AZ    | 159,35 | 256,45 |
| NM    | 0,89   | 1,43   |
| CO    | 490,00 | 788,60 |
| KS    | 489,46 | 787,71 |
| MO    | 325,30 | 523,81 |
| Total | 1 465  | 2 358  |

### Arizona

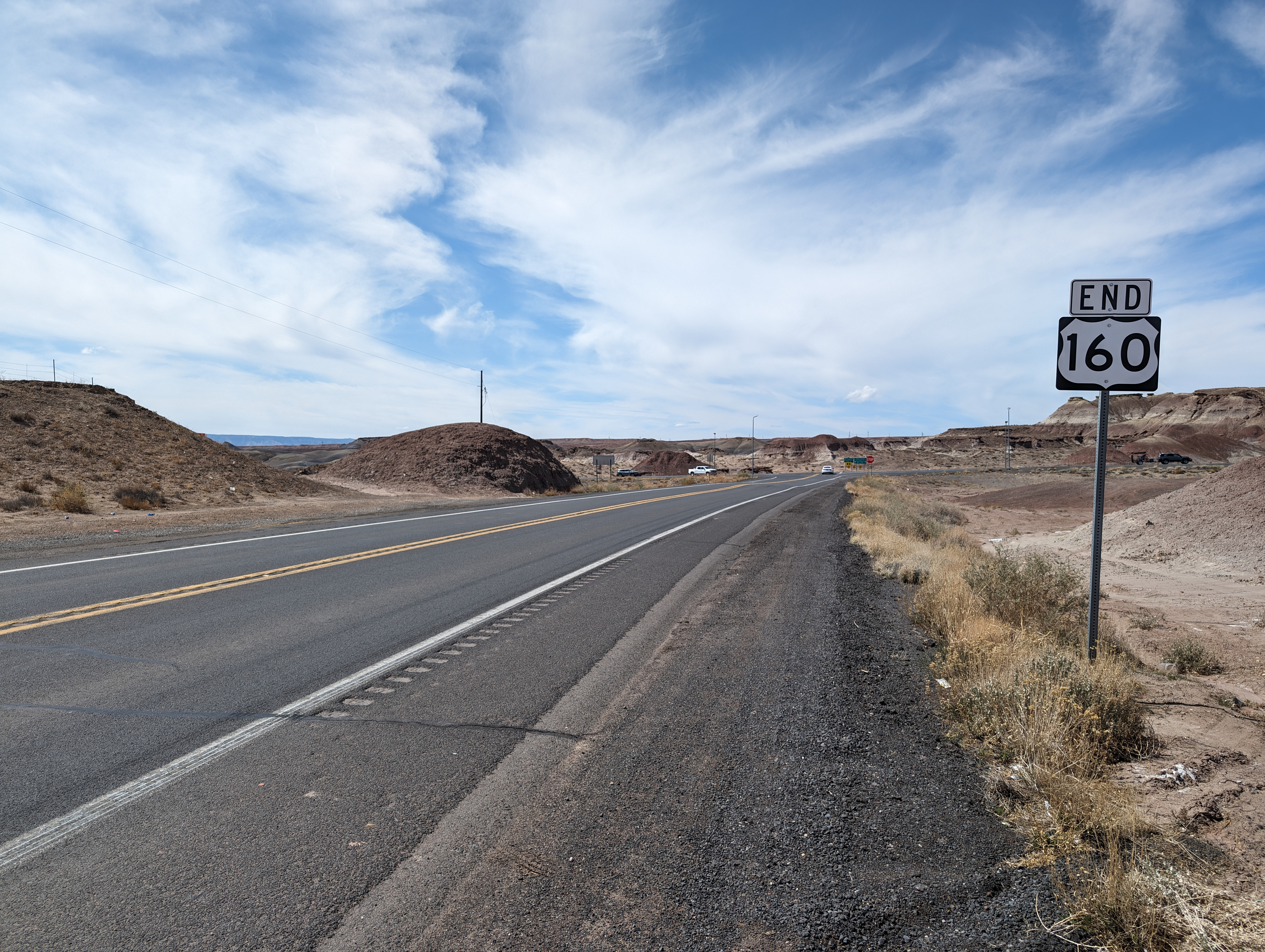
Terminus ouest de la US 160

La US 160 débute à l'intersection avec la US 89 près de la limite ouest de la Nation Navajo. Elle passe par Tuba City, Tonalea et Cow Springs avant d'atteindre Kayenta où elle croise la US 163. Elle continue vers le nord-est et passe par Dennehotso pour ensuite rencontrer la US 191 et former un court multiplex avec celle-ci à Mexican Water. Elle continue vers l'est jusqu'à Teec Nos Pos où elle croise la US 64 et bifurque vers le nord-est en direction de Four Corners et entre au Nouveau-Mexique.

### Nouveau-Mexique
La US 160 me parcourt qu'environ 0,9 miles (1,4 km) au Nouveau-Mexique. Elle se dirige vers le nord-est dans le coin nord-ouest de l'état. Elle y croise la NM-597, laquelle mène au Monument de Four Corners. Elle atteint ensuite la frontière du Colorado.
La US 160 de même que la NM-597 ne sont pas reliées au réseau des routes d'état du Nouveau-Mexique.

### Colorado
La US 160 entre au Colorado près du Monument de Four Corners. Elle se dirige vers le nord-est et rencontre la US 491 au sud de Towaoc. Elle forme un multiplex avec la route jusqu'à Cortez, au nord. Les routes se séparent dans la ville et la US 160 continue son parcours vers l'est. Elle atteint Durango où elle forme un multiplex avec la US 550. Les routes se séparent ensuite et la US 160 poursuit son trajet vers l'est. Elle atteint Pagosa Springs où elle rencontre la US 84. Elle poursuit ensuite vers le nord-est et traverse la Ligne continentale de partage des eaux à Wolf Creek Pass.
Depuis Wolf Creek Pass, la US 160 continue vers le nord-est et atteint South Fork. Elle bifurque vers l'est et passe par Del Monte, Monte Vista, Alamosa, Fort Garland et Walsenburg, où elle rejoint l'I-25 / US 85 / US 87 en multiplex vers le sud-est, jusqu'à Trinidad. Elle y quitte le multiplex et continue son trajet vers l'est. Elle traverse la Prairie nationale Comanche avant de croiser la US 287 / US 385 au sud de Springfield. Elle continue alors vers l'est et entre au Kansas près de Walsh.

### Kansas
La US 160 entre au Kansas à l'ouest de Saunders. Elle se dirige vers le nord-est puis l'est alors qu'elle passe par Johnson City et Ulysses. Près de Sublette, elle croise la US 83 et forme un multiplex avec celle-ci vers le sud. À l'ouest de Plains, les routes se séparent et la US 160 prend la direction de l'est. Elle passe par Plains et y rencontre la US 54, avec laquelle elle forme un multiplex jusqu'à Meade. Là, elle continue vers l'est et rencontre la US 283. Les deux routes forment un multiplex sur une courte distance vers le sud et la US 160 continue vers l'est. À l'est d'Ashland, elle forme un nouveau multiplex avec la US 183 jusqu'à Coldwater. Elle passe ensuite par Medicine Lodge, Harper et Wellington où elle croise la US 81 et l'I-35.
À l'est de l'I-35, la US 160 passe par Winfield, Burden, Elk City, Independence, Oswego et Columbus. Là, elle rencontre la US 69 et entame un multiplex avec celle-ci. À Crestline, la US 400 rejoint le multiplex vers le nord. Au sud de Pittsburg, la US 400 quitte le multiplex. La US 69 / US 160 continue vers le nord jusqu'à Frontenac. Là, la US 160 bifurque vers l'est pour atteindre la frontière avec le Missouri.

### Missouri
La US 160 entre au Missouri à l'ouest de Mindenmines. À Lamar, elle rencontre l'I-49 / US 71. Elle se dirige ensuite vers le sud-est en direction de Springfield où elle rencontre l'I-44 suivie de la US 60. Elle forme un court multiplex avec celle-ci et quitte Springfield par le sud. Elle passe par Nixa, Highlandville et Spokane avant de bifurquer vers l'est. Elle croise la US 65 au nord de Branson et continue vers l'est. Elle passe par Forsyth, Theodosia, Gainesville et West Plains où elle croise la US 63. Elle contourne la ville et se poursuit vers l'est. Elle passe par Alton et Doniphan avant d'atteindre la US 67 (Future I-57) au sud-ouest de Poplar Bluff. La route se continue au-delà du terminus comme Route 158.

## Intersections majeures
Arizona
 US 89 près de Tuba City
 US 163 à Kayenta
 US 191 près de Mexican Water. Les routes forment un multiplex jusqu'au sud-est de Mexican Water.
 US 64 à Teec Nos Pos
Nouveau-Mexique
Pas d'intersections majeures.
Colorado
 US 491 près de Towaoc. Les routes forment un multiplex jusqu'à Cortez.
 US 550 à Durango. Les routes forment un multiplex jusqu'au sud de Durango.
 US 84 à Pagosa Springs
 US 285 à Monte Vista. Les routes forment un multiplex jusqu'à Alamosa.
 I-25 / US 85 / US 87 à Walsenburg. Les routes forment un multiplex jusqu'à Trinidad.
 US 350 près d'El Moro
 US 287 / US 385 près de Springfield
Kansas
 US 83 près de Sublette. Les routes forment un multiplex jusqu'au nord-ouest de Kismet.
 US 54 près de Plains. Les routes forment un multiplex jusqu'à l'est de Meade.
 US 283 près de Minneola. Les routes forment un multiplex jusqu'au nord d'Englewood.
 US 183 près de Sitka. Les routes forment un multiplex jusqu'au nord de Coldwater.
 US 281 près de Medicine Lodge. Les routes forment un multiplex jusqu'à Medicine Lodge.
 US 81 à Wellington. Les routes forment un multiplex dans la ville.
 I-35 près de Wellington
 US 77 à Winfield
 US 75 près d'Independence. Les routes forment un multiplex jusqu'à Independence.
 US 169 près de Cherryvale. Les routes forment un multiplex sur environ 0,9 miles (1,4 km).
 US 59 près d'Altamont. Les routes forment un multiplex jusqu'à Oswego.
 US 69 près de Columbus. Les routes forment un multiplex jusqu'à Frontenac.
 US 400 près de Crestline. Les routes forment un multiplex jusqu'au sud de Pittsburg.
Missouri
 I-49 / US 71 à Lamar
 I-44 à Springfield
 US 60 à Springfield. Les routes forment un multiplex dans la ville.
 US 65 près de Walnut Shade
 US 63 à West Plains. Les routes forment un multiplex dans la ville.
 Future I-57 / US 67 / Route 158 près de Fairdealing (en)